# Ghercești
Cartierul Ghercești din 1990 nu se mai numește precum comuna din aproprierea orașului, ci intră în componența cartierului Bariera Vâlcii.
 Acest articol despre o localitate din județul Dolj este deocamdată un ciot. Puteți ajuta Wikipedia prin completarea lui.